# 17.ª Divisão Panzer (Alemanha)
A 17ª Divisão Panzer (em alemão: 17. Panzer-Division) foi uma unidade militar blindada da Alemanha que esteve em serviço durante a Segunda Guerra Mundial.

## Comandantes
| Comandante                                       | Data                                                    |
| ------------------------------------------------ | ------------------------------------------------------- |
| Generalleutnant Hans-Jürgen von Arnim            | 5 de outubro de 1940 - 28 de junho de 1941              |
| Generalmajor Karl Ritter von Weber               | 28 de junho de 1941 - 17 de julho de 1941               |
| Generalmajor Wilhelm Ritter von Thoma            | 17 de julho de 1941 - 14 de setembro de 1941            |
| Generalleutnant Hans-Jürgen von Arnim            | 15 de setembro de 1941 - 11 de novembro de 1941         |
| Oberst Rudolf-Eduard Licht                       | 17 de novembro de 1941 - 31 de janeiro de 1942 m.d.F.b. |
| Generalmajor Rudolf-Eduard Licht                 | 1 de fevereiro de 1942 - 9 de outubro de 1942           |
| Generalleutnant Fridolin von Senger und Etterlin | 10 de outubro de 1942 - 15 de junho de 1943             |
| Generalleutnant Walter Schilling                 | 16 de junho de 1943 - 21 de julho de 1943               |
| Generalmajor Karl-Friedrich von der Meden        | 22 de julho de 1943 - 30 de novembro de 1943            |
| Generalmajor Rudolf Henrici                      | 1 de dezembro de 1943 - ?? de janeiro de 1944 m.d.F.b.  |
| Generalmajor Karl-Friedrich von der Meden        | ?? de janeiro de 1944 - 9 de fevereiro de 1944          |
| Generalmajor Hans Tröger                         | 10 de fevereiro de 1944 - ?? de maio de 1944 m.d.F.b.   |
| Generalleutnant Karl-Friedrich von der Meden     | ?? de maio de 1944 - 20 de setembro de 1944             |
| Oberst Rudolf Demme                              | 20 de setembro de 1944 - 2 de dezembro de 1944 m.d.F.b. |
| Oberst Albert Brux                               | 2 de dezembro de 1944 - 19 de janeiro de 1945 m.d.F.b.  |
| Oberst Theodor Kretschmer                        | 1 de fevereiro de 1945 - 30 de março de 1945 m.d.F.b.   |
| Generalmajor Theodor Kretschmer                  | 1 de abril de 1945 - 8 de maio de 1945                  |

## Área de operações
| Alemanha                       | novembro de 1940 - junho de 1941 |
| Frente Oriental, setor central | junho de 1941 - novembro de 1942 |
| Frente Oriental, setor sul     | novembro de 1942 - março de 1944 |
| Frente Oriental, setor central | março de 1944 - agosto de 1944   |
| Polônia                        | agosto de 1944 - março de 1945   |
| Alemanha Oriental              | março de 1945 - maio de 1945     |